# Capeta (mangá)
Capeta (カペタ, Kapeta) é uma série de mangá escrita e ilustrada por Masahito Soda. O mangá ganhou a a 29ª edição do Prêmio de Mangá Kōdansha em 2005 na categoria shōnen.
A série é composta por três fases. A primeira é sobre a iniciação de Capeta nas corridas de kart, com 10 anos de idade. A fase seguinte, que começa quatro anos depois, mostra Capeta tentando lidar com seus crescentes problemas financeiros devido ao alto custo envolvido em corridas de kart. A terceira é sobre a tentativa de Capeta realizar seu sonho de vencer seu rival e se tornar um piloto profissional, se aventurando em categorias mais altas, até a Formula 3. Ambas as características de anime e mangá contém inúmeras referências e homenagens à série Initial D e à categoria automobilística Fórmula 1. Além disso, retrata as corridas de kart, e as referências não só adicionam um grande conteúdo para a história, mas também são de importância técnica (como comentários sobre as corridas, o uso dos pneus e comentários gerais sobre o mundo das corridas de quatro rodas).

## História
Kappeita Taira (平 勝平太, Taira Kappeita), também conhecido como "Capeta", é um menino de 10 anos (quando começa a série), cujo pai, viúvo, de nome Shige Taira (平 茂雄Taira Shigei), trabalha em obras de pavimentação da empresa. Após concluir um trabalho de pavimentação em uma pista de kart, o pai vê um menino correndo na pista e fica pasmo com a velocidade e a emoção aparente do esporte. Percebendo que seu filho tem interesse em carros de corrida (especialmente pela Fórmula 1), Shigeo pergunta ao dono do circuito se ele pode usar algumas peças antigas que estavam empilhadas no lixo do circuito. Levando as peças de volta ao seu local de trabalho, ele consegue construir um kart. O chefe de Shige, o Sr. Ikari, (inicialmente a contragosto) fornece um motor de gerador de 4 tempos para o kart.
Determinado, Capeta, em sua primeira vez em uma pista de corrida, consegue não só dominar os problemas de seu kart, mas também começa as tentativas para ultrapassar pela linha de dentro o jovem piloto Naomi Minamoto (源 奈 臣). Naomi é um piloto jovem e talentoso que dirige para a equipe Auto House Liarize Racing. Esta tentativa de ultrapassagem espanta Naomi tanto que ele pisa fundo no acelerador de seu kart, mantendo-se na dianteira de Capeta. Isso enfurece sua mãe, também chefe da equipe, Nanako Minamoto (源 奈 々 子), pois se tratava apenas de um aquecimento para um motor totalmente novo. Capeta conta com a ajuda de Nobu Andou (seu assistente técnico) e de Monami Suzuki (gerente da equipe).
Capeta, ignorando a diferença de motores entre seu kart e o de Naomi, não entende por que foi impossível para ele acompanhar o ritmo de Naomi. No entanto, os espectadores são surpreendidos com uma criança que é capaz de levar seu kart a um tal limite. Nanako, também fica surpreso, e se oferece para ajudar Capeta a entrar para o mundo das corridas de kart e, secretamente, como um rival para o filho. Depois de uma conversa difícil para Capeta, pai e filho Taira resolvem rejeitar a oferta de entrar na Auto House Liarize Racing e criam sua própria equipe de kart.
Na segunda fase, Capeta cresceu. Ele está agora 14 anos de idade, e está no 3º ano do ensino médio. Pelo caminho, ganhara a classe júnior de kart. Seus macacões e seu kart são agora azuis, e o número mudou de 14 para 30, havendo referências no anime de que chegou a usar o número 1. Há também referências que entretanto Capeta já usa seu terceiro kart. Tal como Capeta, Monami e Nobu já estão mais crescidos, continuando na ajuda a Capeta com suas aspirações no kart. Tendo subido a uma classe mais alta (classe ICA - Intercontinental A), ele percebe que para ganhar corridas é muito mais dificil sem o apoio de uma equipe bem estruturada financeiramente. Ele vê como sua última chance uma corrida com muita chuva, e busca o limite de modo a dar a si mesmo a maior possibilidade de ganhar, conseguindo chegar "só" a segundo, mesmo largando em último. Devido ao esforço de controlar o seu kart bastante instável devido à idade e uso, Capeta fratura suas costelas. Depois de estar internado, Capeta é apresentado à Fórmula Stella. Por ser excepcionalmente talentoso em corridas de kart, Nobu apresenta Capeta como um candidato para participar na FSRS - Fórmula Stella Racing School. Depois de provar para o diretor da divisão de corridas da Stella que Capeta era digno de um teste, Nobu dá entrada da papelada de inscrição. Uma condição salientada pela gestão Stella é que bater é absolutamente proibido não apenas por ser uma perda de dinheiro, mas também devido à perda da confiança de que um precisa piloto para produzir resultados em condições de corrida.
Apesar de ter dificuldade em engrenar as marchas em um carro "normal" no início, Capeta avança rapidamente para ser um dos mais rápidos alunos na escola. Durante a qualificação para a corrida simulada no último dia, porém, Capeta bate devido a não conseguir reduzir a velocidade por conta de um piloto que tinha perdido o controle do carro e rodou na pista. Capeta estava em um ponto cego, numa chicana, e assim não podia ver à frente. No momento, o instrutor do Capeta, Shinkawa Hideki, disse-lhe para tomar cuidado, Capeta trava os freios de seu carro mas o acidente acontece. Ninguém ficou ferido no incidente, mas Capeta ficou devastado devido à quebra sua promessa de não bater, e sente que seu futuro na corrida acabou. Seu pai, porém, não desiste e encoraja Capeta continuar, apesar dos custos de 1.500.000 ienes com os danos decorrentes de acidente do Capeta.
Ele usa seu talento e vence suas corridas, derrotando pilotos talentosos da sua equipe. Capeta torna-se vencedor do campeonato. No último minuto acontece uma quebra de motor, mas ainda assim, o protagonista do anime ganha a corrida, seguido de perto por Ryou Shiba.
O último episódio termina com uma perspectiva para o futuro próximo: é narrado um duelo entre Naomi e Capeta no Grande Prêmio da Itália em Monza: "Ambos os pilotos são muito talentosos é uma luta entre dois japoneses.".

## Personagens
Capeta Taira
No início do anime, tem 10 anos, na segunda fase tem 14 e 16. Capeta entra no mundo das corridas de kart quando seu pai constroi um kart. Mesmo antes disso, Taira teve irros. Ele é muito talentoso mostrando sunteresse em caa adaptabilidade, equilíbrio e brilho. Assim, muitas pessoas que são atraídas para as corridas de Taira.  Mesmo que seus rivais são motivados por Taira. Sua mãe morreu quando ele era jovem, então ele fazia todas as tarefas domésticas desde quando ele era um garotinho. Naomi Minamoto é o seu maior rival, Taira quer competir com ele, mas sente que Morimoto está sempre um passo à frente dele.
Shige Taira
Pai de Capeta Taira. Ele trabalha para uma empresa de pavimentação. Tenta trabalhar fazendo horas extra para ganhar mais dinheiro pois sua família é muito pobre. Mais tarde, ele acompanha Capeta em seus anos de corridas de kart e um piloto.
Monami Suzuki
Amiga de infância de Capeta. Ela é muito agressiva e enérgica, mas amável e carinhosa. Monami é a maior defensora da Equipe Capeta. Ela se apelida de treinadora da equipe do Capeta. Mais tarde, ela se torna uma cantora, mas ainda oferece apoio a Capeta e Nobu.
Nobu Andou
A princípio, Nobu chateava Capeta, porque ele achava que Taira não levava nada a sério, mas tornam-se amigos, depois de finalmente vê-lo motivado. Nobu admite que ele quer se tornar o melhor gerente de corrida, e que sempre estaria com Capeta até o fim.
Naomi Minamoto
Naomi é apenas um ano mais velho que Capeta. Ele é muito sério nos esportes automobilísticos. Ele percebe a injustiça no mundo melhor do que ninguém. A única coisa que lhe interessa é a Fórmula 1. Depois de ver a primeira corrida de Capeta, começou a vê-lo como seu rival. Minamoto também pretende correr contra Capeta, algo desconhecido para o protagonista da série. Embora não mostre isso, Naomi tem grande interesse em Taira.
Ryou Shiba
Mais um rival do Capeta, Ryou vence a corrida em que o Taira mesmo saindo de último acaba chegando em segundo, cruzando a linha de chegada lado a lado. Também participa das seletivas da Fórmula Stella junto com Capeta. É interessado por Monami.
Momotaro Tagawajou
Garoto muito rico que participa das corridas e quando encontra o Capeta acha que enfim achou seu grande rival. É ele quem dá o macaquinho Sarukki ao Taira.